# 2579 Spartacus
2579 Spartacus este un asteroid din centura principală, descoperit pe 14 august 1977 de Nikolai Cernîh.